# Cantón de Savines-le-Lac
El cantón de Savines-le-Lac era una división administrativa francesa, que estaba situada en el departamento de Altos Alpes y la región de Provenza-Alpes-Costa Azul.

## Composición
El cantón estaba formado por seis comunas:
- Le Sauze-du-Lac
- Puy-Saint-Eusèbe
- Puy-Sanières
- Réallon
- Saint-Apollinaire
- Savines-le-Lac

## Supresión del cantón de Savines-le-Lac
En aplicación del Decreto n.º 2014-193 de 20 de febrero de 2014, el cantón de Savines-le-Lac fue suprimido el 22 de marzo de 2015 y sus 6 comunas pasaron a formar parte del nuevo cantón de Chorges.